# Facundo Milán
Facundo Nahuel Milán Osorio (Montevideo, Uruguay; 3 de febrero de 2001) es un futbolista uruguayo. Juega de delantero y su equipo actual es el São Paulo FC de la Serie A de Brasil. Es el primer jugador nacido en el siglo XXI en anotar un gol en el Campeonato Uruguayo.

## Trayectoria
Facundo comenzó a jugar al baby fútbol en Ituzaingó, club cercano de su barrio. Luego continuó su progreso en clubes como Primavera, Ombú y Potencia.
Desde los 9 años que comenzó a entrenar en la escuelita del Defensor Sporting Club, alternó en el club hasta que finalizó su etapa infantil y se unió definitivamente a la Viola.
Ombú: Lugar donde Facundo hizo historia logrando grandes cosas en dicho club 3 campeonatos uruguayos de liga parque  (2012,2013,2014)
1 Campeonato de Campeones (donde juegan los mejores equipos de cada liga local de baby futbol) logrado en el año 2013.
1 Campeonato Nacional por primera vez logrado por un equipo de Montevideo en el año 2014, En el año 2013, logró convertir más de 100 mgoles con la camiseta de Ombú.
Potencia: A mediados de mayo del 2014, Milán se va de Ombú para volver a la liga que lo vio nacer, ahora vistiendo la camiseta de Potencia. Club donde logró ganar una liga local.
En todas las ligas donde estuvo vistió la camiseta de selección. 
Comenzó las divisiones juveniles en el año 2015, en Séptima División, en la primera mitad del año, convirtió 11 goles y luego en el Torneo Clausura confirmó su nivel con otras 23 anotaciones. Defensor no logró títulos en la categoría sub-14, pero Milán se destacó con 34 goles y fue el máximo artillero de todas las categorías.
Para la temporada 2016, en Sexta División, se afirmó como goleador y capitán del equipo. En una oportunidad anotó 7 goles, fue contra Plaza Colonia, equipo al que derrotaron 9 a 0. Si bien el Torneo Apertura lo ganó River Plate, Defensor logró el Clausura y empató la tabla anual con Nacional, por lo que jugaron un desempate. Facundo estuvo presente en el juego contra los tricolores, al minuto 74 convirtió un gol para poner en ventaja a Defensor, luego el rival empató, fueron a una prórroga, pero tras 120 minutos el resultado fue 1-1, se decidió el ganador de la tabla anual por penales, instancia en la que los tuertos se impusieron 4 a 1.
La final del campeonato Sub-15 se jugó el 11 de diciembre de 2016, Defensor comenzó con 2 goles en los primeros 13 minutos, pero lo darseneros empataron el juego, jugaron una prórroga, cada equipo convirtió un gol por lo que el partido finalizó 3-3. Fueron a penales, el arquero violeta atajó 3 tiros y salieron victoriosos 3 a 2, por lo que Defensor Sporting ganó el Campeonato Uruguayo Sub-15. A pesar de no estar presente, Facundo fue el goleador de la categoría con 47 anotaciones.
Luego de volver de jugar el Sudamericano Sub-17 con la selección de Uruguay, se integró a la sub-16 del club. El 7 de mayo de 2017, convirtió su gol número 100 en formativas.
El 31 de agosto entrenó por primera vez con el plantel absoluto de Defensor Sporting.
Para la fecha 6 del Torneo Clausura, concentró con el primer equipo por primera vez, viajaron a Colonia para jugar como visitantes. El 8 de octubre de 2017 debutó como profesional, ingresó en el transcurso del segundo tiempo para enfrentar a Plaza Colonia, de inmediato convirtió su primer gol oficial, que permitió abrir el marcador 0-1, luego volvió a convertir, finalmente ganaron 1-2. De esta manera, se convirtió en el primer jugador nacido en el siglo XXI en anotar un gol (en este caso, dos) por Campeonato Uruguayo. 
En la fecha 7 volvería a entrar en un partido ante River Plate. 
Luego disputó 2 partidos de carácter amistoso con la primera de Defensor ante Deportivo Maldonado y metió gol en los dos. Uno ganaron 4 -1 y el otro empataron 3 a 3. 
En la siguiente fecha, ante Racing Club de Montevideo, Milán ingresaría al minuto 40 por una lesión de Gonzalo Carneiro y anotaría su tercer gol en 3 partidos, anotando el 4-0 de un partido que terminaría finalmente 4-2. 
En esos 3 partidos jugó 123',convirtiendo un gol cada 41'.

## Selección nacional

### Trayectoria
Milán ha sido parte de la selección de Uruguay en las categorías sub-16 y sub-17.
Fue convocado por primera vez en el mes de agosto de 2016, Alejandro Garay lo citó para entrenar con la selección sub-17 a pesar de ser un año menor que la categoría. Su primera práctica la realizó el 15 de agosto, junto a sus compañeros de club Owen Falconis, Jonathan González, Ezequiel Mechoso, Gonzalo Napoli, Alan Rodríguez y Nahuel Suárez.
Realizó una gira para disputar dos amistosos de práctica en el interior, contra las selecciones locales sub-18 de Paso de los Toros y Paysandú.
Fue seleccionado para viajar a Río de Janeiro y jugar una serie de partidos amistosos internacionales contra la selección brasilera.
Debutó con la Celeste el 6 de septiembre de 2016, fue titular con la camiseta número 9 para enfrentar a Brasil pero fueron derrotados 2-0. Dos días después, se jugó la revancha; esta vez, Facundo ingresó en el segundo tiempo, sin poder evitar la derrota.
Ya en Uruguay, continuó el proceso y fue convocado para jugar dos partidos contra Perú. En el primer amistoso, ingresó al minuto 60 y ganaron 1-0 en el Complejo Celeste. La revancha la jugaron en el Campeones Olímpicos de Florida, ingresó al minuto 68 y volvieron a ganar, esta vez por 2 a 0.
Milán viajó con la selección a Francia, para jugar un cuadrangular amistoso internacional sub-18 en Limoges, fue su primer viaje a Europa.
El 5 de octubre, comenzaron el torneo, se enfrentaron a Rumania, conjunto al que derrotaron 2 a 1. Luego jugaron contra Rusia pero perdieron 3 a 1, finalmente se midieron contra la selección local y volvieron a ser vencidos, 2-0. Facundo jugó los 3 partidos, pero como suplente en cada uno, lograron el tercer puesto y regresaron a Sudamérica.
Volvió a tener actividad con Uruguay el 17 de octubre, ya que en Maldonado recibieron a la selección de México, Milán jugó los 10 minutos finales y ganaron 4-1.
Pero no fue considerado para realizar las siguientes 2 giras intencionales, en Catar y Paraguay.
Facundo le convirtió 2 goles al tradicional rival Danubio, en su club, y uno a Nacional en una final por la tabla anual, por lo que para la última gira internacional del año volvió a ser citado.
Viajaron nuevamente a Brasil, para jugar un cuadrangular en Curitiba. En el primer juego, se enfrentaron al organizador, Atlético Paranaense, conjunto que se impuso a Uruguay 2-1. Luego su rival fue Orlando City, esta vez lograron la victoria 3 a 1. Cerraron la primera fase contra la selección de India el 14 de diciembre, Milán anotó su primer gol con la Celeste y ganaron 2-1.
La semifinal fue contra Orlando City, Facundo nuevamente convirtió un gol y ganaron con un contundente 6 a 0. La final fue contra los locales, Atlético Paranaense, fue un partido parejo, el primer tiempo finalizó 1-1, luego Facundo fue reemplazado por Gustavo Viera pero lo expulsaron y los rivales convirtieron 2 goles más, por lo que se quedaron con el título con un triunfo 3-1.
Luego de varias semanas de práctica, al año siguiente fue confirmado por el entrenador Alejandro Garay el 8 de febrero para ser parte del plantel para jugar en el Campeonato Sudamericano Sub-17 de 2017, con sede en Chile, le fue adjudicada la camiseta número 21.
Antes de viajar al Sudamericano, en los entrenamientos locales, fueron visitados por Diego Forlán.

### Participaciones en juveniles
En cursiva las competiciones no oficiales.
| Competición                               | Sede    | Resultado      | Partidos | Goles |
| ----------------------------------------- | ------- | -------------- | -------- | ----- |
| Torneo Limoges Sub-18 de 2016             | Francia | Tercer puesto  | 3        | 0     |
| Cuadrangular Internacional Sub-17 de 2016 | Brasil  | Subcampeón     | 5        | 2     |
| Campeonato Sudamericano Sub-17 de 2017    | Chile   | Fase de grupos | 1        | 0     |

### Detalles de partidos
| Con Uruguay sub-17 | Con Uruguay sub-17  | Con Uruguay sub-17 | Con Uruguay sub-17       | Con Uruguay sub-17      | Con Uruguay sub-17                     | Con Uruguay sub-17 | Con Uruguay sub-17 | Con Uruguay sub-17 | Con Uruguay sub-17 |
| N.º                | Rival               | Resultado          | Fecha                    | Lugar                   | Competencia                            | Goles              | Asistencias        | Ref.               |                    |
| ------------------ | ------------------- | ------------------ | ------------------------ | ----------------------- | -------------------------------------- | ------------------ | ------------------ | ------------------ | ------------------ |
| 1                  | Brasil              | 2:0 (1:0)          | 6 de septiembre de 2016  | Río de Janeiro · Brasil | Amistoso                               | -                  | -                  | 1                  |                    |
| 2                  | Brasil              | 5:2 (3:1)          | 8 de septiembre de 2016  | Río de Janeiro · Brasil | Amistoso                               | -                  | -                  | 2                  |                    |
| 3                  | Perú                | 1:0 (0:0)          | 13 de septiembre de 2016 | Montevideo · Uruguay    | Amistoso                               | -                  | -                  | 3                  |                    |
| 4                  | Perú                | 2:0 (0:0)          | 15 de septiembre de 2016 | Florida · Uruguay       | Amistoso                               | -                  | -                  | 4                  |                    |
| 5                  | Rumania             | 1:2 (0:1)          | 5 de octubre de 2016     | Limoges Francia         | Amistoso Torneo Limoges                | -                  | -                  | 5                  |                    |
| 6                  | Rusia               | 3:1 (1:1)          | 7 de octubre de 2016     | Limoges Francia         | Amistoso Torneo Limoges                | -                  | -                  | 6                  |                    |
| 7                  | Francia             | 2:0 (2:0)          | 9 de octubre de 2016     | Limoges Francia         | Amistoso Torneo Limoges                | -                  | -                  | 7                  |                    |
| 8                  | México              | 4:1 (3:1)          | 17 de octubre de 2016    | Maldonado · Uruguay     | Amistoso                               | -                  | -                  | 8                  |                    |
| 9                  | Atlético Paranaense | 2:1 (1:1)          | 12 de diciembre de 2016  | Curitiba · Brasil       | Amistoso Cuadrangular Internacional    | -                  | -                  | 9                  |                    |
| 10                 | Orlando City        | 1:3 (0:1)          | 13 de diciembre de 2016  | Curitiba · Brasil       | Amistoso Cuadrangular Internacional    | -                  | -                  | 10                 |                    |
| 11                 | India               | 1:2 (0:1)          | 14 de diciembre de 2016  | Curitiba · Brasil       | Amistoso Cuadrangular Internacional    | 62'                | -                  | 11                 |                    |
| 12                 | Orlando City        | 6:0 (2:0)          | 16 de diciembre de 2016  | Curitiba · Brasil       | Amistoso Cuadrangular Internacional    | 56'                | -                  | 12                 |                    |
| 13                 | Atlético Paranaense | 3:1 (1:1)          | 18 de diciembre de 2016  | Curitiba · Brasil       | Amistoso Cuadrangular Internacional    | -                  | -                  | 13                 |                    |
| 14                 | Chile               | 1:1 (0:1)          | 1 de marzo de 2017       | Rancagua · Chile        | Campeonato Sudamericano Fase de grupos | -                  | -                  | 14                 |                    |

## Estadísticas

### Clubes
Actualizado al 9 de noviembre de 2017.
Último partido citado: Defensor 4 - 2 Racing
| Club                        | Div.          | Temporada     | Liga  | Liga  | Copas nacionales | Copas nacionales | Torneos internacionales | Torneos internacionales | Total | Total |
| Club                        | Div.          | Temporada     | Part. | Goles | Part.            | Goles            | Part.                   | Goles                   | Part. | Goles |
| --------------------------- | ------------- | ------------- | ----- | ----- | ---------------- | ---------------- | ----------------------- | ----------------------- | ----- | ----- |
| Defensor Sporting · Uruguay | 1.ª           | 2017          | 3     | 3     | -                | -                | -                       | -                       | 3     | 3     |
| Defensor Sporting · Uruguay | Total club    | Total club    | 3     | 3     | 0                | 0                | 0                       | 0                       | 3     | 3     |
| Total carrera               | Total carrera | Total carrera | 3     | 3     | 0                | 0                | 0                       | 0                       | 3     | 3     |

### Selecciones
Actualizado al 3 de marzo de 2017.
Último partido citado: Uruguay 2 - 0 Bolivia
| Sub-17 · Uruguay                                                 | 2016/17       | 1 | 0 | - | - | 13 | 2 | 14 | 2 |
| Sub-17 · Uruguay                                                 | Total sel.    | 1 | 0 | - | - | 13 | 2 | 14 | 2 |
| Total carrera                                                    | Total carrera | 1 | 0 | - | - | 13 | 2 | 14 | 2 |
| (1)Incluidos los datos del Campeonato Sudamericano Sub-17 (2017) |               |   |   |   |   |    |   |    |   |

### Resumen estadístico
|                             | Partidos | Goles | Promedio |
| --------------------------- | -------- | ----- | -------- |
| Liga                        | 1        | 2     | 2,00     |
| Copas nacionales            | 0        | 0     | 0,00     |
| Copas internacionales       | 0        | 0     | 0,00     |
| Selección de Uruguay Sub-17 | 14       | 2     | 0,14     |
| Total                       | 15       | 4     | 0,26     |

## Palmarés

### Distinciones individuales
| Distinción                                                | Año  |
| --------------------------------------------------------- | ---- |
| Goleador del Campeonato Uruguayo Sub-14 (34 goles)        | 2015 |
| Goleador del Campeonato Uruguayo Sub-15 (47 goles)        | 2016 |
| El tapado de la fecha (6) del Torneo Clausura para Referí | 2017 |